# Waterslootse Poort
De Waterslootse Poort (ook wel gespeld als Waterslootsche Poort of Waterslootspoort) was een stadspoort aan de westelijke zijde van de Nederlandse stad Delft. De poort wordt voor het eerst genoemd in de tweede helft van de 15e eeuw in een Keurboek van de stad. De poort werd over het kanaal de Watersloot gebouwd, waaraan ze haar officiële naam dankt, en scheidde de Binnenwatersloot van de Buitenwatersloot. 
De poort is ook bekend geweest onder andere namen, die refereerden aan de plaats of streek in de richting waarvan de poort was opgebouwd, zoals Westlandse of Maaslandse Poort.
Zoals de meeste andere poorten, heeft deze poort ook de naam van een heilige gedragen: St. Joris. Die naam kwam waarschijnlijk uit de tijd voor de Hervorming, toen jaarlijks vanuit het dorpje De Lier een processie werd gehouden van de St. Joris kerk aldaar, naar de Waterslootse Poort. Na enig ceremonie werd de poort geopend, waarna de processie zich vervolgde langs de Binnenwatersloot, over de Haverbrug en terug de poort uit.

## Metamorfose

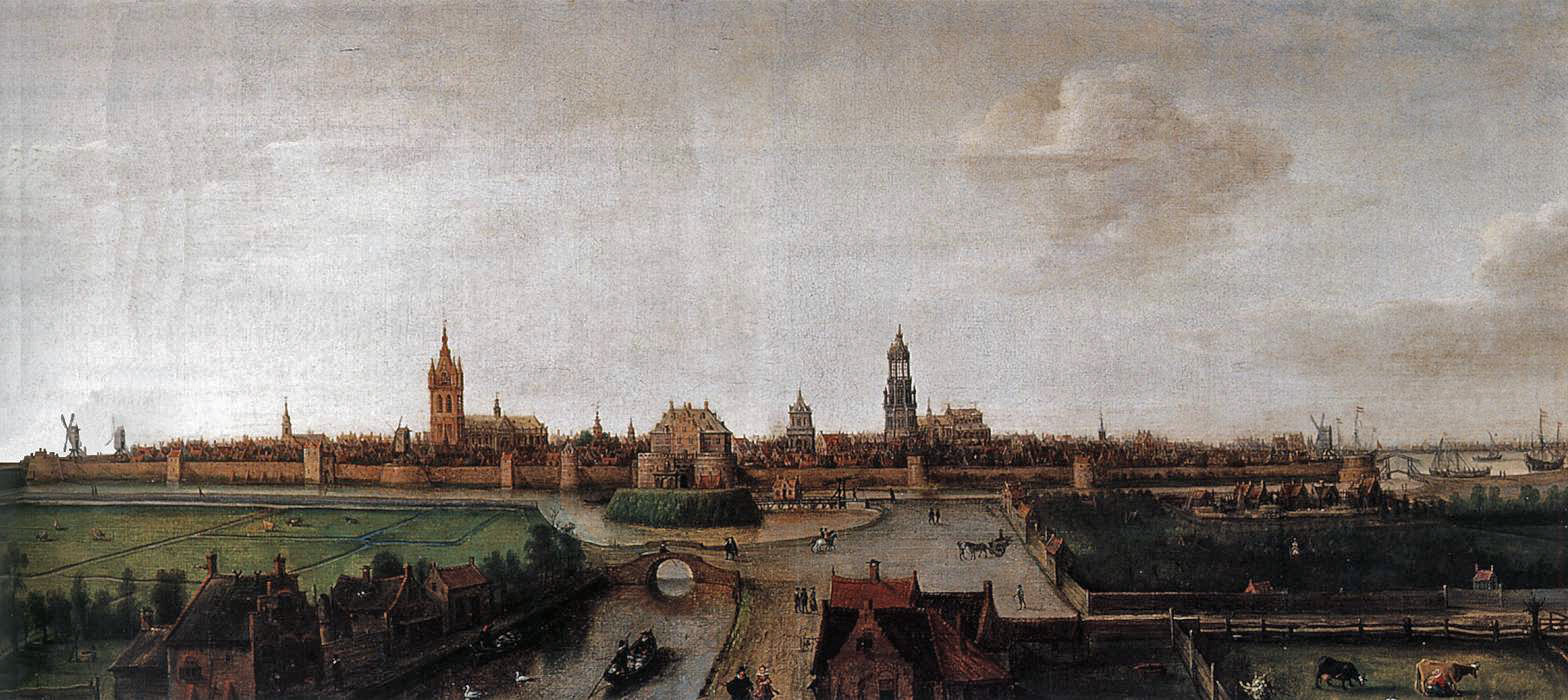
Stadsgezicht op Delft uit 1615 door Hendrick Cornelisz Vroom (1566-1640). De Waterslootse Poort staat centraal in dit stadsgezicht. Links ervan is de Oude Kerk te herkennen en direct rechts van de poort is de toren van het Oude stadhuis te zien. Rechts daarvan staat de Nieuwe Kerk.

Net als de meeste andere poorten van Delft, heeft deze poort enkele metamorfoses ondergaan. Er zijn maar weinig voorstellingen bekend van de poort die dateren van voordat ze haar laatste uiterlijk kreeg. Op een kaart van Jacob van Deventer uit 1557 is nog te zien hoe de Waterslootse Poort eruit heeft gezien voordat ze flink veranderde tussen 1573 en 1593. De kaart werd gemaakt in opdracht van de Spaanse koning Filips II, om zo de verdedigingswerken van de Hollandse steden in kaart te krijgen, mocht het tot een belegering komen. Op die kaart is te zien dat de poort een eenvoudige verbinding had uit de stad en over het stadskanaal naar de overzijde. De poort zelf bestond uit het poortgebouw, met twee ronde torens aan beide zijde, waarvan de spitse daken duidelijk boven de poort zelf uitstaken. Het lijkt erop dat de Waterslootse Poort een grotere en minder elegante versie van de Oostpoort was.

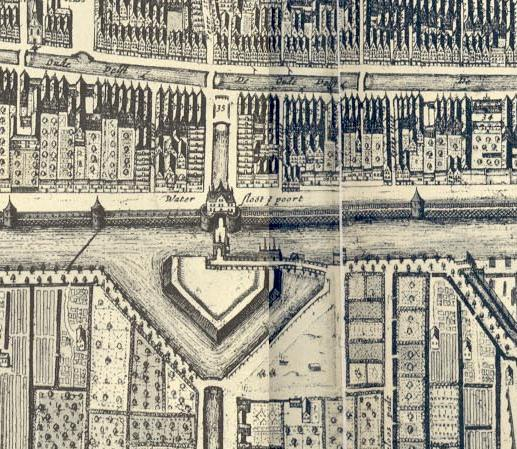
Locatie op een kaart van Blaeu (1649)

Over de periode in de tweede helft van de 16e eeuw is meer bekend over het uiterlijk van de poort. Zo kreeg de poort omstreeks 1593 haar definitieve uiterlijk, waarbij het oorspronkelijke ontwerp flink was gewijzigd. Daarvoor, in 1573, ondergingen de verdedigingswerken van de Waterslootse Poort al een modernisering. Dat had alles te maken met de komst van Willem van Oranje naar de stad Delft, waar hij bescherming zocht tegen de Spanjaarden achter de Delftse verdedigingswerken. Om die verdediging te versterken werden onder meer de stadspoorten van Delft gemoderniseerd volgens de laatste militaire inzichten.
De stadsgracht werd flink verbreed voor de poort. Midden in de verbreding werd een bolwerk aangelegd: een soort ommuurd eiland, wat de poort een machtig en imposant uiterlijk gaf. Vanaf die tijd kon men niet eenvoudig meer het stadskanaal overbruggen. Komend vanaf de Binnenwatersloot, liep men eerst de imposante Waterslootse Poort zelf door. De poort werd door een stenen brug verbonden met het bolwerk. Aan beide zijden van die brug was een muur opgetrokken, waarin schietgaten waren aangebracht. De brug leidde naar een kleine voorpoort, die toegang tot het bolwerk gaf. Vanaf het bolwerk kon de andere zijde van het kanaal worden bereikt, over een ophaalbrug. Op een kaart uit 1649 is te zien dat ook deze ophaalbrug bewaakt werd door een bescheiden poorthuis.
De poort zelf had ook veranderingen ondergaan. Zo waren het niet langer twee lange torens, met spitse daken, die de poort flankeerden, maar waren het grote ronde torens geworden, die ieder nog breder dan de poort zelf waren. Zij waren iets hoger dan de poort zelf, maar alleen vanwege de balustrade die erbovenop was gebouwd. In de balustrade waren weer schietgaten aangebracht, waardoor een klein geweer naar buiten kon schieten. Boven de torens en de poort was het Delflandse Hof gebouwd. Een flink gebouw, waar de rechtbank of "Vierschaer" van Delfland zitting had. Daar werd recht gesproken over de landen die tot het toenmalige Delfland hoorden. Het gebouw bevatte drie schoorstenen, die boven het blauwe, leistenen dak uitkwamen. De poort werd tevens gebruikt als gevangenis: een populaire bestemming voor stadspoorten.

## Afbraak
Op 26 juni 1846 werd in de gemeenteraad meegedeeld dat de nieuwe brug voor de Waterslootse poort ten behoeve van de spoorwegen was voltooid en dat de Waterslootse poort eigenlijk in de weg stond. Twee maanden eerder werd de sloop al aangekondigd in het Rotterdamsch Dagblad en de Delftsche Courant. In juni 1847 werd het gebouw voor 3000 gulden verkocht om gesloopt te worden In hetzelfde jaar viel het doek voor de Waterslootse Poort en werd zij afgebroken. In 1848 kon men oud beeldwerk uit de poort kopen.  
Haagpoort · Sint-Andriestoren · Sint-Joostentoren · Sint-Stevenstoren · Sint-Annatoren · Sint-Claratoren · Sint-Huybrechtstoren · Sint-Joristoren · Rietveldse Toren · Koepoort · Oostpoort · Henegouwse Toren · Rotterdamse Poort · Schiedamse Poort · Bourgondische Toren · Hollandse Toren · Zeelandse Toren · Waterslootse Poort · Sint-Michielstoren · Sint-Hiëronymustoren · Schoolpoort · Bagijnetoren